# アラザン (モロッコ)
アラザン(英: Arazan)はモロッコ王国スース＝マサ地方タルーダント州のコミューンである。2004年の国勢調査によれば、総人口7301人、1139世帯であった。